# Лох-Таммел
Лох-Таммел (англ. Loch Tummel, гэльск. Loch Teimheil) — озеро в Шотландии на реке Таммел. Расположено в области Перт и Кинросс. Выше по течению расположено озеро Лох-Раннох, ниже — слияние с рекой Гарри и впадение в реку Тей.